# 原彰化街南郭派出所
原彰化街南郭派出所為日治時期設於彰化市的警察派出所，其歷史最晚可追溯至1904年，而現在的派出所建築為1930年所興建。其與前方的保甲事務所曾在2018年共同被登錄為彰化縣歷史建築；2024年初被最高行政法院以行政程序不確實而撤銷文資身分，同年6月彰化縣文資審議會決議原彰化街南郭派出所不具文資身分確定。

## 歷史
南郭派出所在當時位於彰化市區往南至南瑤宮的要道上，具有其歷史意義。此派出所的門牌在戰後1951年改為民族路73號，故在戰後便稱為「民族路派出所」。南郭派出所所在的土地最初即為民有地，其地主在近年來興訟要求拆屋還地，後來地主勝訴，於是彰化縣警察局彰化分局民族路派出所在2015年7月30日遷出。但此建築在後來被提報為文化資產，並在2018年10月10日被登錄為彰化縣歷史建築，其土地所有權人再度提起行政訴訟，2024年1月4日最高行政法院判決上訴駁回，建物不具文化資產身分，縣政府敗訴原因為未踐行列冊追蹤程序，顯有違行政程序之基本要求，縣政府基於權責應妥善維護縣內文化資產，將重新啟動相關審議程序，至2024年6月21日彰化縣文資審議會經出席委員過半數同意暫定古蹟「原彰化街南郭派出所」不指定古蹟、不登錄歷史建築、不登錄紀念建築。